# سپاس‌گزار (آلبوم کلی کلارکسون)
«سپاس‌گزار» (به انگلیسی: Thankful) آلبومی از کلی کلارکسون است که در ۱۵ آوریل ۲۰۰۳ منتشر شد.